# Dwayne Norris
Carl Dwayne Norris (* 8. Januar 1970 in St. John’s, Neufundland und Labrador) ist ein ehemaliger kanadischer Eishockeyspieler und -funktionär, der im Verlauf seiner aktiven Karriere zwischen  1988 und 2007 unter anderem über 600 Spiele für die Kölner Haie und Frankfurt Lions in der Deutschen Eishockey Liga (DEL) auf der Position des rechten Flügelstürmers bestritten hat. Mit beiden Teams gewann Norris, der auch 20 Partien für die Nordiques de Québec und Mighty Ducks of Anaheim in der National Hockey League (NHL) absolvierte, in den Jahren 2002 und 2004 die Deutsche Meisterschaft. Anschließend war er drei Jahre bis zur Insolvenz 2010 als General Manager Frankfurt Lions tätig. Sein jüngerer Bruder Warren war ebenfalls professioneller Eishockeyspieler, ebenso wie sein Sohn Josh Norris.

## Karriere
Dwayne Norris begann 1988 mit dem professionellen Eishockey an der University of Michigan und spielte vier Jahre lang mit deren Team in der National Collegiate Athletic Association (NCAA). Nachdem der Flügelstürmer während des NHL Entry Draft 1990 in der siebten Runde an insgesamt 127. Stelle von den Nordiques de Québec aus der National Hockey League (NHL) ausgewählt worden war und im selben Jahr mit der kanadischen U20-Auswahl bei der Junioren-Weltmeisterschaft 1990 den Titel errungen hatte, versuchte er in der Saison 1992/93 in der American Hockey League (AHL) bei den Halifax Citadels Fuß zu fassen. Dort spielte er allerdings nur für ein Jahr, bevor er in der Spielzeit 1993/94 zunächst im kanadischen Eishockeyverband Hockey Canada verbrachte und an den Olympischen Spielen 1994 im norwegischen Lillehammer teilnahm, die mit dem Gewinn der Silbermedaille endeten. Anschließend war er bei den Nordiques de Québec bzw. bei deren Farmteam Cornwall Aces in der AHL aktiv.
Nachdem er auch im Folgejahr nur wenige Einsätze für das NHL-Team in Québec erhalten hatte, wechselte er im Sommer 1995 als Free Agent in die Organisation der Mighty Ducks of Anaheim. Doch auch hier blieb er aufgrund der schlechten Perspektive nur für eine Spielzeit. Im Sommer 1996 entschied sich Norris zu einem Wechsel nach Europa und nahm ein Angebot der Kölner Haie aus der Deutschen Eishockey Liga (DEL) an. Für den KEC spielte er insgesamt sieben Jahre. Er gewann mit den Haien im Jahr 1999 den prestigeträchtigen Spengler Cup in Davos und am Ende der Spielzeit 2001/02 die Deutsche Meisterschaft. Im DEL-Finale 2002 gegen die Adler Mannheim erzielte er sämtliche Siegtreffer für die Haie. Zudem wurde er in den Jahren 2000 und 2003 mit den Kölnern Vizemeister. Zur Saison 2003/04 schloss der Kanadier sich dem Ligakonkurrenten Frankfurt Lions an, mit denen er bereits im ersten Jahr den Titel holte. In der Spielzeit 2004/05 war er mit +33 der Spieler mit dem besten Plus/Minus-Wert. Norris’ Vertrag bei den Lions lief bis zum Ende der Saison 2006/07, an deren Ende er seine aktive Karriere im Alter von 37 Jahren beendete. Im Anschluss wechselte er im Sommer 2007 umgehend in die Führungsetage des Klubs und übernahm bei den Lions das Amt des General Managers. Diesen Posten besetzte er bis zur Insolvenz der Frankfurter am Ende der Spieljahres 2009/10.

## Erfolge und Auszeichnungen
| - 1988 Credential-Cup-Gewinn mit den Notre Dame Hounds - 1988 Centennial-Cup-Gewinn mit den Notre Dame Hounds - 1989 CCHA-Meisterschaft mit der Michigan State University - 1990 CCHA-Meisterschaft mit der Michigan State University - 1992 CCHA Player of the Year - 1992 CCHA First All-Star Team - 1992 NCAA West First All-American Team - 1995 Teilnahme am AHL All-Star Classic - 1995 AHL First All-Star Team - 1996 Teilnahme am AHL All-Star Classic - 1996 AHL Second All-Star Team | - 1999 Spengler-Cup-Gewinn mit den Kölner Haien - 2000 Deutscher Vizemeister mit den Kölner Haien - 2002 Deutscher Meister mit den Kölner Haien - 2003 Teilnahme am DEL All-Star Game - 2003 Wertvollster Spieler des DEL All-Star Game - 2003 Deutscher Vizemeister mit den Kölner Haien - 2004 Deutscher Meister mit den Frankfurt Lions - 2005 Teilnahme am DEL All-Star Game - 2005 Beste Plus/Minus-Bilanz der DEL-Hauptrunde - 2007 Teilnahme am DEL All-Star Game |

### International
- 1990 Goldmedaille bei der Junioren-Weltmeisterschaft
- 1994 Silbermedaille bei den Olympischen Winterspielen

## Karrierestatistik

### International
Vertrat Kanada bei:
- Junioren-Weltmeisterschaft 1990
- Olympischen Winterspielen 1994

(Legende zur Spielerstatistik: Sp oder GP = absolvierte Spiele; T oder G = erzielte Tore; V oder A = erzielte Assists; Pkt oder Pts = erzielte Scorerpunkte; SM oder PIM = erhaltene Strafminuten; +/− = Plus/Minus-Bilanz; PP = erzielte Überzahltore; SH = erzielte Unterzahltore; GW = erzielte Siegtore; 1 Play-downs/Relegation; Kursiv: Statistik nicht vollständig)